# SCGN
SCGN (англ. Secretagogin, EF-hand calcium binding protein) – білок, який кодується однойменним геном, розташованим у людей на короткому плечі 6-ї хромосоми. Довжина поліпептидного ланцюга білка становить 276 амінокислот, а молекулярна маса — 32 040.
| 10         |  | 20         |  | 30         |  | 40         |  | 50         |
| ---------- |  | ---------- |  | ---------- |  | ---------- |  | ---------- |
| MDSSREPTLG |  | RLDAAGFWQV |  | WQRFDADEKG |  | YIEEKELDAF |  | FLHMLMKLGT |
| DDTVMKANLH |  | KVKQQFMTTQ |  | DASKDGRIRM |  | KELAGMFLSE |  | DENFLLLFRR |
| ENPLDSSVEF |  | MQIWRKYDAD |  | SSGFISAAEL |  | RNFLRDLFLH |  | HKKAISEAKL |
| EEYTGTMMKI |  | FDRNKDGRLD |  | LNDLARILAL |  | QENFLLQFKM |  | DACSTEERKR |
| DFEKIFAYYD |  | VSKTGALEGP |  | EVDGFVKDMM |  | ELVQPSISGV |  | DLDKFREILL |
| RHCDVNKDGK |  | IQKSELALCL |  | GLKINP     |  |            |  |            |

A: Аланін

C: Цистеїн

D: Аспарагінова кислота

E: Глутамінова кислота

F: Фенілаланін

G: Гліцин

H: Гістидин

I: Ізолейцин

K: Лізин

L: Лейцин

M: Метіонін

N: Аспарагін

P: Пролін

Q: Глутамін

R: Аргінін

S: Серин

T: Треонін

V: Валін

W: Триптофан

Білок має сайт для зв'язування з іонами металів, іоном кальцію. 
Локалізований у цитоплазмі, мембрані, цитоплазматичних везикулах.
Також секретований назовні.